# Bab al-Ahmar
Bab al-Ahmar (en arabe : بَاب الْأَحْمَر (Bāb al-ʾAḥmar) signifiant la Porte Rouge, aussi parfois appelée Bab Khandaq Baluj, était l'une des neuf portes historiques de l'ancienne ville d'Alep en Syrie. Le nom est dérivé du village d'al-Hamr (en arabe : الحمر), car la porte menait au village situé dans les faubourgs à l'est de l'ancienne cité d'Alep.

## Histoire
La porte a été construite dans la partie orientale du vieil Alep, au cours de la première moitié du XIIIe siècle, sous le règne de l'émir ayyoubide al-Aziz Muhammad. Le portique a été rénové pendant le règne du sultan mamelouk Al-Ashraf Qansuh al-Ghawri, au début du XVIe siècle.
La porte fut complètement détruite par Ibrahim Pacha d'Égypte, lors de sa campagne en Syrie contre les Ottomans entre 1831 et 1833 et en 1834, les pierres de la porte furent utilisées pour construire la caserne militaire Ibrahim Pacha (l'actuel Musée de la Citadelle d'Alep). dans la Citadelle d'Alep.
Le célèbre Hammam Bab al-Ahmar est situé près de la porte, à l'intérieur des murs historiques de la ville antique.

## Autres portes
Seules figurent dans cette liste les portes que l'histoire a mentionné ou qui sont encore debout et témoignent de l'antiquité de cette ville.
- Le chapitre des djinns (prononcé-le. Al-Amah Bab Jenin) s'appelait ainsi car elle mène à Janan Alep, où coulent la rivière Qouweiq.
- La Porte d'Antioche
- Bab Qinnasrin
- Bab al-Faraj, ou Porte du Ferry
- Bab al-Nasr
- Bab al-Hadid
- Bab Al-Nayrab
- Bab al-Maqam ou Bab al-Nafis
- Bab al-Ahmar ou Bab Khandaq Baluj
- Bab Al-Saada
- Bab al-Salamah
- Porte de l'Irak :
- Bab al-Faradis, aussi appelée la Porte des Quarante
- Porte de la Paix
- Porte de l'Architecture.

De toutes ces portes, il ne reste que la Porte de la Victoire, la Porte d'Antioche, la Porte du Maqam, la Porte du Fer et la Porte de Qinnasrin.